# Stato di natura
Lo stato di natura è quell'ipotetica condizione in cui gli uomini non sono ancora associati fra di loro e disciplinati da un apparato governativo e dalle relative leggi tipico invece dello stato di diritto. Questa particolare condizione dell'uomo è stata ipotizzata dai filosofi inglesi Thomas Hobbes e John Locke e, in seguito, dallo svizzero Jean-Jacques Rousseau assumendo caratteristiche diverse, anche opposte, nei vari filosofi che lo postulano: se per Hobbes lo stato di natura è uno stato di guerra permanente e universale (bellum omnium contra omnes), per Rousseau gli uomini in questo stato vivono "liberi, sani, buoni, felici".

## Hobbes
Nel Leviatano Hobbes espone la propria teoria della natura umana, della società e dello Stato. Poiché il diritto ha origine naturale per ogni ente inclusi gli esseri umani, nello stato di natura gli uomini si ritrovano ad avere tutti quanti gli stessi diritti su qualsiasi cosa e ingaggiano una guerra che vede tutti contro tutti (bellum omnium contra omnes; homo homini lupus = l'uomo è un lupo divoratore per ogni altro uomo).
Tuttavia, gli uomini hanno un comune interesse ad arrestare la guerra per assicurarsi un'esistenza che altrimenti sarebbe impegnata soltanto nella guerra per difendere beni di cui non si potrebbe mai godere, così formano delle società, stipulando un contratto sociale (chiamato "Patto" da Hobbes) in cui limitano la loro libertà, accettando delle regole che vengono fatte rispettare dal Leviatano-Capo dello Stato.
(Thomas Hobbes, Leviathan, The Second Part: "Of Commonwealth", Chapter 17:" Of the Causes, Generation, and Definition of a Commonwealth")
Per liberarsi dalla condizione primitiva in cui tutti competono con tutti (bellum omnium contra omnes) e la vita è nasty, brutish, and short (spiacevole, grezza, e breve), si deve costituire una società efficiente, che garantisca la sicurezza degli individui, condizione primaria per il perseguimento dei desideri. A questo scopo tutti gli individui rinunciano ai propri diritti naturali, stringendo tra loro un patto con cui li trasferiscono a una singola persona, che può essere o un monarca, oppure un'assemblea di uomini, che si assume il compito di garantire la pace entro la società.
Per questo Hobbes è spesso considerato un teorico del giusnaturalismo, dove il diritto naturale precede e fonda quello civile. Tuttavia, tale visione è dibattuta: difatti, solitamente, il giusnaturalismo tende a stabilire delle leggi naturali che facciano da limite al potere statale; da parte sua, invece, Hobbes utilizza le leggi naturali per dimostrare che il potere statale, per poter funzionare efficacemente, dev'essere illimitato, privo di vincoli, e indiviso; in questo modo si pone agli antipodi di pensatori classici del giusnaturalismo, come, ad esempio, Locke.

## Locke
Nell'opera Due trattati sul governo John Locke esprime il suo pensiero circa lo stato di natura.
È anche uno stato di eguaglianza, in cui ogni potere e ogni giurisdizione è reciproca, nessuno avendone più di un altro, poiché non vi è nulla di più evidente di questo, che creature della stessa specie e dello stesso grado, nate, senza distinzione, agli stessi vantaggi della natura, e all’uso delle stesse facoltà, debbano anche essere eguali fra di loro, senza subordinazione o soggezione, a meno che il signore e padrone di esse tutte non ne abbia, con manifesta dichiarazione del suo volere, posta sopra le altre, e conferitole, con chiara ed evidente designazione, un diritto incontestabile al dominio e alla sovranità.»
(Saggio sul Governo)
Locke aggiunge, però, che la perfetta libertà e l'uguaglianza non implicano che lo stato di natura sia uno stato di licenza: nessuno ha il diritto di distruggersi e di distruggere gli altri per la propria conservazione. Infatti, lo stato di natura è limitato da una legge di natura, che coincide con la ragione, sulla cui base è possibile costituire una società ordinata con rispetto e uguaglianza reciproca.
(Saggio sul governo)
Secondo la medesima legge di natura, che vuole la pace e la conservazione di tutti gli uomini, è necessario, dunque, sia conservare e difendere gli altri, anche sopprimendo l'offensore; sia di punire i trasgressori di questa legge, in modo da proteggere gli innocenti e reprimere gli offensori. Per il principio di uguaglianza, tutti possono far osservare questa legge: nessuno infatti ha superiorità e giurisdizione assoluta o arbitraria sopra un altro. La naturale condizione umana non è per Locke, come per Hobbes, il "bellum omnium contra omnes". Ogni uomo ha in sé una naturale predisposizione alla giustizia e alla pace; queste sono legge naturale prima che legge sociale. Diversamente, né la pace né giustizia sarebbero realizzabili.
Ognuno può retribuire al colpevole, secondo quanto dettano la ragione tranquilla e la coscienza, una punizione proporzionata alla sua trasgressione, nei termini di riparazione e repressione. Il violatore è infatti pericoloso agli uomini, dal momento che da lui è trascurato o infranto il vincolo inteso a garantirli dall'offesa e dalla violenza. Nello stato di natura, ognuno ha il potere esecutivo della legge di natura.
(Saggio sul governo)
Tuttavia, Locke ammette facilmente che la parzialità degli uomini nel giudicare se stessi e i propri amici comporta confusione e disordine. Per questo, pone il governo civile come il rimedio adatto agli inconvenienti dello stato di natura. Nello Stato di diritto, o Stato sociale, l'uomo si trova di fronte a regole stabili, da sempre impresse nel suo cuore e non imposte da nessuno, alle quali si deve attenere. Tuttavia, prima dello Stato, deve esistere una società  autosufficiente, come la famiglia, che si costituisce a partire da una naturale tendenza dell'uomo verso gli altri. Infatti gli uomini sono stati creati per vivere in società e non in solitudine.

## Rousseau
Rousseau vedeva una divaricazione sostanziale tra la società e la natura umana. Rousseau affermava che l'uomo fosse, in natura, buono, un "buon selvaggio", e venisse corrotto in seguito dalla società; vedeva questa come un prodotto artificiale nocivo per il benessere degli individui.
Nel Discorso sull'ineguaglianza, illustrò il progresso e la degenerazione dell'umanità da un primitivo stato di natura sino alla società moderna. Rousseau suggeriva che gli uomini primordiali fossero individui isolati, diversi dagli altri animali unicamente per il possesso del libero arbitrio e per la capacità di perfezionarsi. Questi uomini primitivi erano dominati dall'impulso di autoconservazione ("amore di sé") e da una disposizione naturale alla compassione e alla pietà verso i simili. Quando l'umanità fu costretta a vivere in comunità, a causa della crescita della popolazione, subì una trasformazione psicologica, in seguito alla quale cominciò a considerare la buona opinione degli altri come un valore indispensabile per il proprio benessere. Rousseau associava questa nuova forma di consapevolezza a un'età dell'oro della prosperità umana.
Tuttavia, lo sviluppo dell'agricoltura e della metallurgia, e la conseguente creazione della proprietà privata e della divisione del lavoro, portarono a una crescente dipendenza reciproca degli individui e alla disuguaglianza tra gli uomini. La conseguente condizione di conflitto tra chi aveva molto e chi poco o nulla, fece sì, secondo Rousseau, che il primo Stato fu inventato come una forma di contratto sociale suggerito dai più ricchi e potenti. Difatti i ricchi e i potenti, tramite il contratto sociale, sanzionarono la proprietà privata, lo stato di fatto e quindi istituzionalizzarono la diseguaglianza come se fosse inerente alla società umana. Rousseau concepiva la propria proposta per un nuovo contratto sociale come un'alternativa a questa forma fraudolenta. Al termine del Discorso sull'ineguaglianza, Rousseau spiega come il desiderio di essere considerati dallo sguardo altrui, che si era generato durante l'età dell'oro, aveva potuto, sul lungo periodo, corrompere l'integrità e l'autenticità degli individui all'interno di una società, quella moderna, segnata dalla dipendenza reciproca, dalle gerarchie e dalle diseguaglianze sociali.

## Critiche
Secondo il libro I tre riformatori  di Maritain, affermando che nello stato di natura primigenio l'uomo viveva nella purezza dei suoi valori morali, capace di giudicare il bene e il male e di vivere secondo la virtù, Rousseau negò l'esistenza del peccato originale, vanificando la necessità della Redenzione in Cristo e della Sua grazia divina salvifica.
Rousseau avrebbe negato il nesso fra natura e ragione, contribuendo al soggettivismo caratteristico dell'età moderna. A Rousseau sarebbe mancata la nozione di moralità sociale, convinto com'era dell'intrinseca malvagità dell'uomo che si era allontanato dall'essere "santo della natura" e che si era sottoposto all'educazione e all'influsso delle strutture sociali.
Dal punto di vista dello stato di natura, qualsiasi intervento umano o della divina Provvidenza  comporta una decadenza rispetto alla bontà e bellezza originarie del genere umano. Invece, secondo san Tommaso d'Aquino, la grazia divina non distrugge la natura, ma la suppone, la risana e purifica, la eleva e la perfeziona a più sublime condizione (Gratia supponit naturam et eam perficit, secondo un antico assioma teologico). In merito affermò: "la grazia [germe del soprannaturale nell'uomo] suppone la natura come la perfezione suppone ciò che è perfettibile" e "la grazia non toglie la natura, ma la perfeziona"